# Bugeac, Bolgrad
Bugeac (în ucraineană Буджак), fost Bărădin (în ucraineană Бородіно) este o așezare de tip urban din raionul Bolgrad, regiunea Odesa, Ucraina. În afara localității principale, nu cuprinde și alte sate. Satul a fost locuit de germanii basarabeni.
În septembrie 2024, Bărădin a fost redenumit Bugeac, ca parte a campaniei de derusificare.

## Demografie
Componența lingvistică a așezării de tip urban Borodino
     Rusă (51,04%)
     Ucraineană (20,93%)
     Bulgară (13,93%)
     Română (11,64%)
     Găgăuză (1,42%)
     Alte limbi (0,77%)
Conform recensământului din 2001, majoritatea populației așezării de tip urban Borodino era vorbitoare de rusă (51,04%), existând în minoritate și vorbitori de ucraineană (20,93%), bulgară (13,93%), română (11,64%) și găgăuză (1,42%).